# Enrique y Ana
Enrique y Ana est un groupe espagnol de musique pour enfants. Il est formé en 1977 par une fillette de huit ans, Ana Anguita, et un jeune homme de vingt ans, Enrique del Pozo, et actif jusqu'en 1983. Ils comptent plusieurs disques et un film, Las Aventuras de Enrique y Ana, réalisé par Tito Fernández.

## Histoire
Ils deviennent très populaires avec des chansons comme Alibombo, La Gallina co-co-uá, Charleston (Mamá, cómprame unas botas), La Yenka, En un bosque de la China, Garabatos, El Superdisco chino, Abuelito, Baila con el hula-hoop, La Canción del panda et Mi amigo Félix, disco chino parmi d'autres. Leur présence à la télévision a été constante, apparaissant dans tous les programmes espagnols pour enfants et musicaux à succès de l'époque, tels que Aplauso, 300 millones, Un, dos, tres... responda otra vez, La Cometa blanca et Sabadabadá. Ils se sont produits en tant qu'invités au Festival de la Canción Infantil de TVE, qui s'est tenu en 1979.
Le duo est né de la première expérience artistique d'Enrique del Pozo. À l'âge de 18 ans, il avait déjà joué dans deux pièces importantes de l'époque, La Cocina (1973) d'Arnold Wesker et Equus (1975) de Peter Shaffer. Son amitié avec Miguel Bosé le fait passer de la comédie à la musique. Ce dernier le convainc de tenter sa chance dans le monde musical avec Gino Landi, alors producteur de Raffaella Carrá. En 1977, il enregistrera Muy pronto hay que triunfar (Hispavox, 1977) dans lequel une fille sachant aussi danser était recherchée pour l'une des chansons.
Après avoir participé à plusieurs émissions de télévision, le duo commence à se faire remarquer. Les directeurs de la maison de disques décident de commander de nouvelles chansons à des compositeurs établis tels que José Luis Perales, Manuel Alejandro, le Dúo Dinámico ou Juan Pardo, ainsi que celles composées par Enrique del Pozo lui-même. En 1979, ils publient Canta con Enrique y Ana, qui connaît un grand succès, également transféré sur le marché latino-américain avec la vente de millions de vinyles et de cassettes. Cette année-là, ils sont les artistes espagnols qui ont vendu le plus de disques en Amérique après Julio Iglesias.
L'album suivant, Multiplica con Enrique y Ana (Hispavox, 1980), se distingue par des paroles de la poétesse Gloria Fuertes et par l'une de leurs chansons les plus populaires, Amigo Félix, dédiée au naturaliste Félíx Rodríguez de la Fuente, décédé dans un accident d'avion léger au cours d'un de ses voyages de recherche. Plus tard, ils se lanceront dans le cinéma avec des films musicaux avec Las Aventuras de Enrique y Ana (Tito Rodríguez, 1981),,.
Le duo se sépare en 1983, et si Ana se retire complètement de la musique et étudie l'informatique, restant strictement anonyme, ce n'est pas le cas de son partenaire Enrique del Pozo, qui tente, sans grand succès, de continuer à jouer en solo. Il fait également du théâtre et du cinéma et collabore à des émissions de magazines télévisés comme Crónicas Marcianas, La Sonrisa del pelícano ou Esta noche cruzamos el Mississippi. En 2000, la compilation pour enfants Enrique y amigos est publiée. Ce fut un succès dans presque toute l'Amérique latine. Au Venezuela, le succès a été tel qu'il a dépassé les ventes de ses disques dans toute l'Amérique latine. En 2003, Ana Anguita présente un album pour enfants pour une association espagnole contre la maltraitance des enfants.

## Discographie
- 1977 : Muy pronto hay que triunfar
- 1978 : El disco para los pequeños con Enrique y Ana
- 1979 : Canta con Enrique y Ana
- 1980 : Multiplica con Enrique y Ana
- 1981 : Las aventuras de Enrique y Ana (bande originale du film homonyme)
- 1982 : Enrique y Ana: Para nuestros amigos
- 1983 : Enrique y Ana: Grandes y pequeños